# Asami Yoshida (basket-ball)
Pour les articles homonymes, voir Asami Yoshida.
Asami Yoshida (吉田 亜沙美, Yoshida Asami), née le 9 octobre 1987 à Tokyo, est une joueuse japonaise de basket-ball.
Lord du Jeux olympiques de 2016, ses statistiques sont de 11,2 points, 3,8 rebonds et 8,7 passes décisives (meilleur moyenne du tournoi).